# Strażnica KOP „Juszewicze”

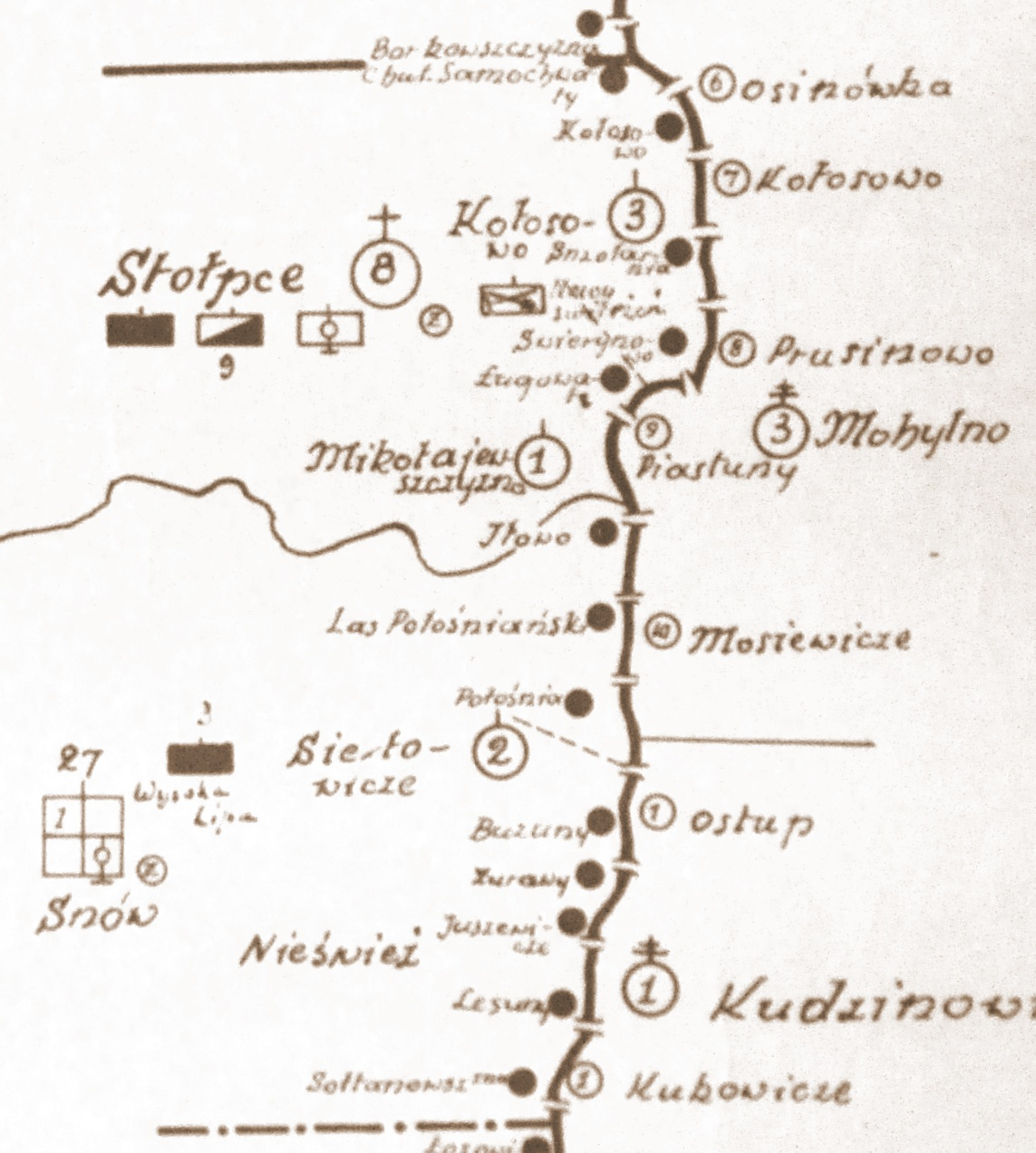
Szkic rozmieszczenia batalionu KOP „Stołpce” w 1931

Strażnica KOP „Juszewicze” – zasadnicza jednostka organizacyjna Korpusu Ochrony Pogranicza pełniąca służbę ochronną na granicy polsko-sowieckiej.

## Formowanie i zmiany organizacyjne
W 1924, w składzie 2 Brygady Ochrony Pogranicza, został sformowany 8 batalion graniczny. W 1928 w skład batalionu wchodziło 13 strażnic. Strażnica KOP „Juszewicze” w latach 1928 – 1939 znajdowała się w strukturze 2 kompanii KOP „Siejłowicze”  batalionu KOP „Stołpce” z pułku KOP „Snów”. Strażnica liczyła około 18 żołnierzy i rozmieszczona była przy linii granicznej z zadaniem bezpośredniej ochrony granicy państwowej.
W 1932 obsada strażnicy zakwaterowana była w budynku KOP. Strażnicę z macierzystą kompanią łączyła droga polna długości 8,5 km.

## Służba graniczna
Podstawową jednostką taktyczną Korpusu Ochrony Pogranicza przeznaczoną do pełnienia służby ochronnej był batalion graniczny. Odcinek batalionu dzielił się na pododcinki kompanii, a te z kolei na pododcinki strażnic, które były „zasadniczymi jednostkami pełniącymi służbę ochronną”, w sile półplutonu. Służba ochronna pełniona była systemem zmiennym, polegającym na stałym patrolowaniu strefy nadgranicznej, wystawianiu posterunków alarmowych, obserwacyjnych i kontrolnych stałych, patrolowaniu i organizowaniu zasadzek w miejscach rozpoznanych jako niebezpieczne, kontrolowaniu dokumentów i zatrzymywaniu osób podejrzanych, a także utrzymywaniu ścisłej łączności między oddziałami i władzami administracyjnymi. Strażnice KOP stanowiły pierwszy rzut ugrupowania kordonowego Korpusu Ochrony Pogranicza.
Strażnica KOP „Juszewicze” w 1932 ochraniała pododcinek granicy państwowej szerokości 5 kilometrów 10 metrów od słupa granicznego nr 851 do 859, a w 1938 pododcinek szerokości 7 kilometrów 180 metrów od słupa granicznego nr 846 do 860.
Sąsiednie strażnice:
- strażnica KOP „Żurawy” ⇔ strażnica KOP „Lesuny” − 1928[2], 1931[4] , 1932[5], 1934[6]
- strażnica KOP „Cegielnia I” ⇔ strażnica KOP „Lesuny” − 1929[13]
- strażnica KOP „Buzuny” ⇔ strażnica KOP „Sołtanowszczyzna” − 1938[7]